# Crystal Fighters
Crystal Fighters is een Engelse/Spaans band, die electro(pop) muziek maakt. De band bestaat uit twee leden uit Groot-Brittannië, één uit Amerika en twee zangeressen uit Spanje.
De band is oorspronkelijk gevormd in Navarra (Spanje) in 2007, maar heeft zich daarna in Londen gevestigd. 
 In Nederland is de band vooral bekend door het nummer Plage. Hun debuutalbum is Star Of Love, dat in oktober 2010 uitkwam.
Op 12 september 2014 maakte de band op Twitter bekend dat drummer Andrea Marongiu onverwacht overleden is.
Nummers van de band zijn als soundtrack gebruikt in de voetbalgame FIFA: Follow in FIFA 13, Love Natural in FIFA 14 en Another Level in FIFA 19.

## Discografie

### Albums
| Album met eventuele hitnotering(en) in de Nederlandse Album Top 100 | Datum van verschijnen | Datum van binnenkomst | Hoogste positie | Aantal weken | Opmerkingen |
| ------------------------------------------------------------------- | --------------------- | --------------------- | --------------- | ------------ | ----------- |
| Star of love                                                        | 21-01-2011            | 27-08-2011            | 36              | 4            |             |
| Cave rave                                                           | 24-05-2013            | 01-06-2013            | 61              | 1            |             |
| Everything Is My Family                                             | 21-10-2016            |                       |                 |              |             |

| Album met hitnotering(en) in de Vlaamse Ultratop 200 albums | Datum van verschijnen | Datum van binnenkomst | Hoogste positie | Aantal weken | Opmerkingen |
| ----------------------------------------------------------- | --------------------- | --------------------- | --------------- | ------------ | ----------- |
| Cave rave                                                   | 24-05-2013            | 08-06-2013            | 93              | 8            |             |

### Singles
| Single met eventuele hitnotering(en) in de Nederlandse Top 40 | Datum van verschijnen | Datum van binnenkomst | Hoogste positie | Aantal weken | Opmerkingen                               |
| ------------------------------------------------------------- | --------------------- | --------------------- | --------------- | ------------ | ----------------------------------------- |
| Plage                                                         | 2011                  | 23-04-2011            | 12              | 22           | Nr. 9 in de Single Top 100                |
| Love is all I got                                             | 2012                  | 17-11-2012            | tip2            | -            | met Feed Me / Nr. 78 in de Single Top 100 |
| You and I                                                     | 06-05-2013            | 04-05-2013            | tip13           | -            | Nr. 99 in de Single Top 100               |

| Single met hitnotering(en) in de Vlaamse Ultratop 50 | Datum van verschijnen | Datum van binnenkomst | Hoogste positie | Aantal weken | Opmerkingen |
| ---------------------------------------------------- | --------------------- | --------------------- | --------------- | ------------ | ----------- |
| At home                                              | 28-02-2011            | 07-05-2011            | tip45           | -            |             |
| Love is all I got                                    | 26-11-2012            | 29-12-2012            | tip60           | -            | met Feed Me |
| You & I                                              | 06-05-2013            | 25-05-2013            | tip15           | -            |             |
| LA calling                                           | 2013                  | 31-08-2013            | tip86*          |              |             |
| Love alight                                          | 2014                  | 12-07-2014            | tip99*          |              |             |

### NPO Radio 2 Top 2000
| Nummer met noteringen in de NPO Radio 2 Top 2000 | '11  | '12  | '13  |
| ------------------------------------------------ | ---- | ---- | ---- |
| Plage                                            | 1265 | 1697 | 1845 |

1. ↑  Een vetgedrukt getal geeft de hoogste notering aan.
2. ↑  2011 was het eerste jaar met een notering voor dit nummer.
3. ↑  Deze tabel is bijgewerkt tot en met de laatste editie (2024).